# Anton Otto (Schauspieler)
Anton Otto (* 12. Mai 1852 in Stettin; † August 1930 in Meiningen) war ein deutscher Theaterschauspieler, -regisseur, -intendant und Übersetzer.

## Leben
Seine schauspielerische Ausbildung erhielt er von Heinrich Marr, dessen letzter Schüler er gewesen ist, und begann hierauf seine Bühnenlaufbahn als Eleve am Stadttheater in Lübeck. Er war dann in Leipzig, Rostock, Mainz, New York City, Augsburg und Düsseldorf engagiert und übernahm von 1887 bis 1906 die Direktion des Stadttheaters Krefeld, an dem er auch als Regisseur arbeitete. 1907 übernahm Anton Otto gemeinsam mit Franz Gottscheid die Leitung des Kieler Stadttheaters. Von 1913 bis 1918 war Otto schließlich der letzte Intendant des Straßburger Stadttheaters.
Der Schauspieler Otto machte sich rasch einen Namen als Charakterdarsteller; zu seinen Paraderollen zählten der Iago (aus Othello), der Shylock (aus Der Kaufmann von Venedig) und der Mephisto (aus Faust).
Als Übersetzer und Bearbeiter verschiedener Bühnenstücke, darunter Tom Taylors Trauerspiel The Fool's Revenge („Des Herrn Rache“), erzielte er schöne Erfolge.
Er verstarb im Sommer 1930 in Meiningen.
Verheiratet war er mit seiner Schauspielkollegin Helene Kuhse.